# Wiesbaden
Wiesbaden [viːzbaːdn] rozkládající se na pravém břehu Rýna, je hlavním městem německé spolkové země Hesenska. Sídlí v něm hesenská zemská vláda (Hessische Landesregierung) a zemský parlament (Hessischer Landtag). Žije zde přibližně 286 tisíc obyvatel. Po Frankfurtu nad Mohanem je Wiesbaden druhé největší město Hesenska. Ve Wiesbadenu je také sídlo německého Spolkového kriminálního úřadu a Spolkového statistického úřadu.
Se svými 26 termálními prameny je Wiesbaden jedním z nejstarších lázeňských měst Evropy.

## Geografie
Sousední města a obce: Mohuč, Taunusstein, Niedernhausen, Eppstein, Hofheim am Taunus, Hochheim am Main, Ginsheim-Gustavsburg, Budenheim, Walluf, Eltville am Rhein a Schlangenbad.

## Historický přehled
Wiesbaden, jehož historie začíná už ve starověku, je sice dnes hlavním městem Hesenska, jehož součástí se však stal až po skončení druhé světové války 19. září 1945. Původně byl do roku 1866 hlavním městem Nasavska, poté centrem vládního obvodu Wiesbaden v pruské provincii Hesensko-Nasavsko.

## Stanoviště ozbrojených sil USA
Wiesbaden byl od konce druhé světové války důležitým stanovištěm ozbrojených sil Spojených států amerických. Od června 2012 je sídlem hlavního stanu US Army Europe a velitelského stanoviště pro jejich operace.

## Partnerská města
- Berlín, Německo (2001)
- San Sebastián, Španělsko (1981)
- Fatih, Istanbul, Turecko (2012)
- Fondettes, Francie (1975)
- Gent, Belgie (1969)
- Glarus, Švýcarsko (2009)
- Kfar Saba, Izrael (1981)
- Klagenfurt am Wörthersee, Rakousko (1930)
- Lublaň, Slovinsko (1977)
- Montreux, Švýcarsko (1953)
- Ocotal, Nikaragua (1990)
- Tunbridge Wells, Spojené království (1989)
- Vratislav, Polsko (1987)
- Zhořelec, Německo (1990)

## Znak města
Znak města zobrazuje, stejně jako vlajka, tři zlaté lilie (dvě nahoře a jedna dole) na modrém podkladu. Dnešní forma znaku byla úředně stanovena roku 1906.

## Slavní rodáci
- Karolina Nasavsko-Usingenská (1762–1823), sňatkem hesensko-kasselská lankraběnka[3]
- Adolf Lucemburský (1817–1905), velkovévoda lucemburský[4]
- Helena Nasavská (1831–1888), sňatkem waldecko-pyrmontská kněžna[5]
- Wilhelm Dilthey (1833–1911), německý filosof, psycholog a vysokoškolský pedagog[6]
- Žofie Nasavská (1836–1913), sňatkem švédská a norská královna[7]
- Vilém IV. Lucemburský (1852–1912), velkovévoda lucemburský[8]
- Ludwig Beck (1880–1944), německý generálplukovník, náčelník generálního štábu německých pozemních sil, jeden z organizátorů neúspěšného atentátu na Adolfa Hitlera[9]
- Helmuth Plessner (1892–1985), německý filosof a sociolog a vysokoškolský pedagog[10]
- Simone Signoretová (1921–1985), francouzská herečka, držitelka Oscara[11]
- Volker Schlöndorff (* 1939), německý filmový režisér a producent[12]
- Jürgen Grabowski (1944–2022), německý fotbalový útočník a reprezentant, mistr Evropy i světa[13]
- John McEnroe (* 1959), bývalý profesionální americký tenista[14]
- Kristina Schröderová (* 1977), německá křesťanskodemokratická politička[15]
- Nico Rosberg (* 1985), bývalý německý pilot Formule 1[16]
- Schoolboy Q (* 1986), americký rapper[17]